# Rymdinvasion i Lappland
Rymdinvasion i Lappland (noto anche con i titoli Invasion of the Animal People e Terror in the Midnight Sun) è un film del 1959, diretto da Virgil W. Vogel.

## Trama
Un oggetto sferico non identificato, una specie di globulo infuocato, presumibilmente una meteorite, cade inabissandosi fra le distese nevose della Lapponia svedese. Il geologo Frederick Wilson viene incaricato delle indagini e si reca sul posto - presso il quale era già casualmente presente sua nipote Diane, atleta olimpica - col suo assistente Erik Engström, che non tarda a flirtare con la ragazza.
Dopo un sopralluoguo si scopre che l'oggetto non è un meteorite, ma un manufatto, probabilmente una nave spaziale aliena. Nelle vicinanze del luogo d'impatto si rilevano delle impronte riconducibili ad un umanoide gigantesco. La creatura, una specie di grande yeti zannuto, non tarda a palesarsi a Diane, che avvista anche tre uomini, o umanoidi, nelle vicinanze del relitto.
Colta in una tempesta di neve, Diane viene tratta in salvo proprio dallo yeti, mentre un seguito di uomini, coaudiuvati anche da alcuni pastori lapponi, è sulle tracce della creatura mostruosa, che alla fine, poiché la si ritiene rapitrice di Diane, viene abbattuta.
Il giorno dopo la nave spaziale si risolleva in volo e lascia la Terra, mentre ci si interroga sullo scopo della missione dei tre umanoidi che apparentemente la guidavano.

## Produzione (versione americana)
Secondo Bertil Jernberg, il produttore svedese del film, il suo partner (il co-produttore Gustaf Unger) avrebbe compiuto una truffa vendendo il film al distributore statunitense ed intascandosi illecitamente i proventi.
Per l'uscita cinematografica statunitense il film svedese è stato accorciato dal suo distributore Jerry Warren dagli originali 73 minuti a 55 minuti. Warren ha dotato il film di un nuovo inizio, facendolo precedere e seguire da un narratore (John Carradine) che rende chiara la nuova trama. Sono inoltre state girate negli Stati Uniti nuove scene dedicate alla star Barbara Wilson, che presuppongono un precedente incontro traumatico con un UFO. Ulteriori scene sono state aggiunte che ritraggono due radioamatori nella steppa lappone mentre tentano di mettersi in contatto in onde corte col mondo civilizzato. I due personaggi non appaiono più nell'intiero prosieguo del film. Altre scene sono state sottoposte a nuovo montaggio, oppure tagliate del tutto (come il nudo della Wilson nella doccia) prima della distribuzione statunitense del film col titolo Invasion of the Animal People. Il film è uscito nel 1962 in doppia programmazione con Terror of the Bloodhunters, un lungometraggio originale di Jerry Warren.
La durata del film era troppo ridotta per la distribuzione televisiva statunitense, per cui sono state aggiunte ulteriori scene, fino a raggiungere gli 80 minuti. Il materiale aggiunto mostra un gruppo di dottori che discutono in un ufficio i problemi psichiatrici del personaggio di Diane Wilson.

### Differenze dalla versione svedese
Il film si apre con John Carradine che parla agli spettatori perorando i vantaggi della ricerca scientifica. Si passa alla scena in cui due dottori discutono lo strano caso di una paziente di nome Diane Wilson. Entra un terzo dottore, con un teschio in mano, e parla agli altri due del funzionamento dell'orecchio umano.
Ha successivamente inizio una scena in flashback che racconta il precedente incontro con gli UFO di Diane. La giovane donna, mentre è addormentata nel suo letto, riceve una visita extraterrestre e si sveglia udendo un suono lancinante che solo lei pare poter sentire. In preda al panico corre fuori casa e vede una strana luce in cielo. Quando giunge l'ambulanza per ricoverarla, la donna è in stato catatonico e non ricorda più nulla di quanto le è successo. I medici non sanno come comportarsi. I giornali locali si chiedono se quanto avvenuto non abbia a che fare con l'avvistamento di un UFO quella stessa notte nella medesima area. Prima di poter far luce sul caso, la donna si riprende completamente e si reca in aereo in Svezia. A questo punto iniziano gli avvenimenti del film svedese.

## Colonna sonora
La ballata dei titoli di coda, "Midnight Sun Lament", è basata su un'antica melodia svedese; il testo svedese è di Gustaf Unger, quello inglese di Frederick Herbert. 

## Distribuzione
Il film è uscito nei cinema svedesi il 19 agosto 1959, e negli Stati Uniti il 3 maggio 1962.
Il 10 luglio 2001 è uscita un'edizione speciale del film in DVD, con il titolo Terror in the Midnight Sun, a cura della Something Weird Video. L'edizione contiene sia la versione svedese che quella americana, ed una serie di trailer coevi. Nel 2021 il film è stato distribuito per la prima volta in Italia, pubblicato da Penny Video su supporto Blu-ray, con il titolo Terrore sotto il sole di mezzanotte .